# Dead to the World Tour
Dead to the World Tour fue una gira mundial de conciertos de la banda de rock estadounidense Marilyn Manson con duración de poco más de un año (de 1996 a 1997) en apoyo a su álbum de estudio Antichrist Superstar, lanzado el 8 de octubre de 1996. La gira fue grabada para formato VHS en 1997 y lanzada a la venta en dicho formato en 1998. La gira dio inicio el 7 de septiembre de 1996 en Nueva York y finalizó el 17 de septiembre de 1997 en la Cd. de México.

## Banda
- Marilyn Manson: Vocalista
- Zim Zum: Guitarrista
- Twiggy Ramirez: Bajo
- Madonna Wayne Gacy: Teclado
- Ginger Fish: Batería

## Lista de canciones más tocadas
1. Angel with the Scabbed Wings
2. Get Your Gunn
3. Cake and Sodomy
4. Dried Up, Tied and Dead to the World
5. Tourniquet
6. Kinderfeld
7. Lunchbox
8. Sweet Dreams (Are Made of This)
9. Minute of Decay
10. Little Horn
11. Apple of Sodom
12. Antichrist Superstar
13. The Beautiful People
14. The Reflecting God
15. Irresponsible Hate Anthem
16. 1996
17. Man That You Fear

## Fechas de Presentaciones

### Dead to the World Theater Tour

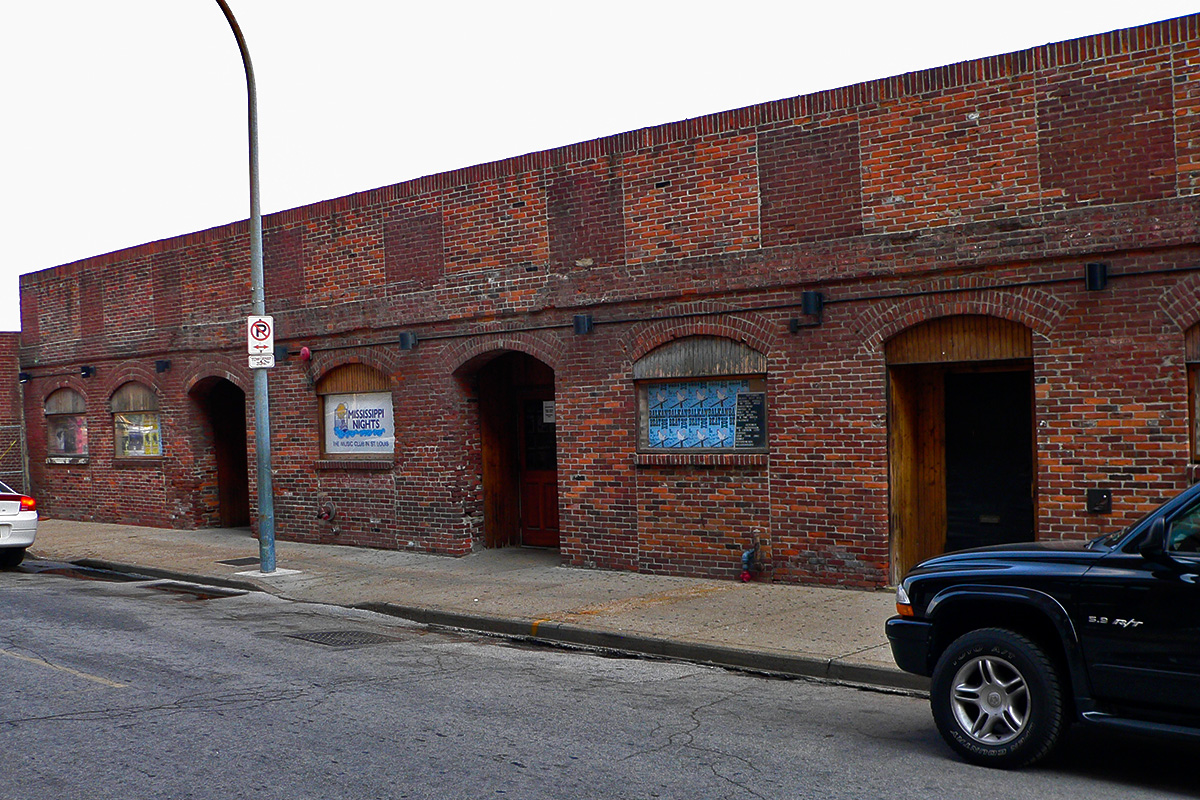
Fachada de la sala Mississippi Nights. 5 de octubre de 1996

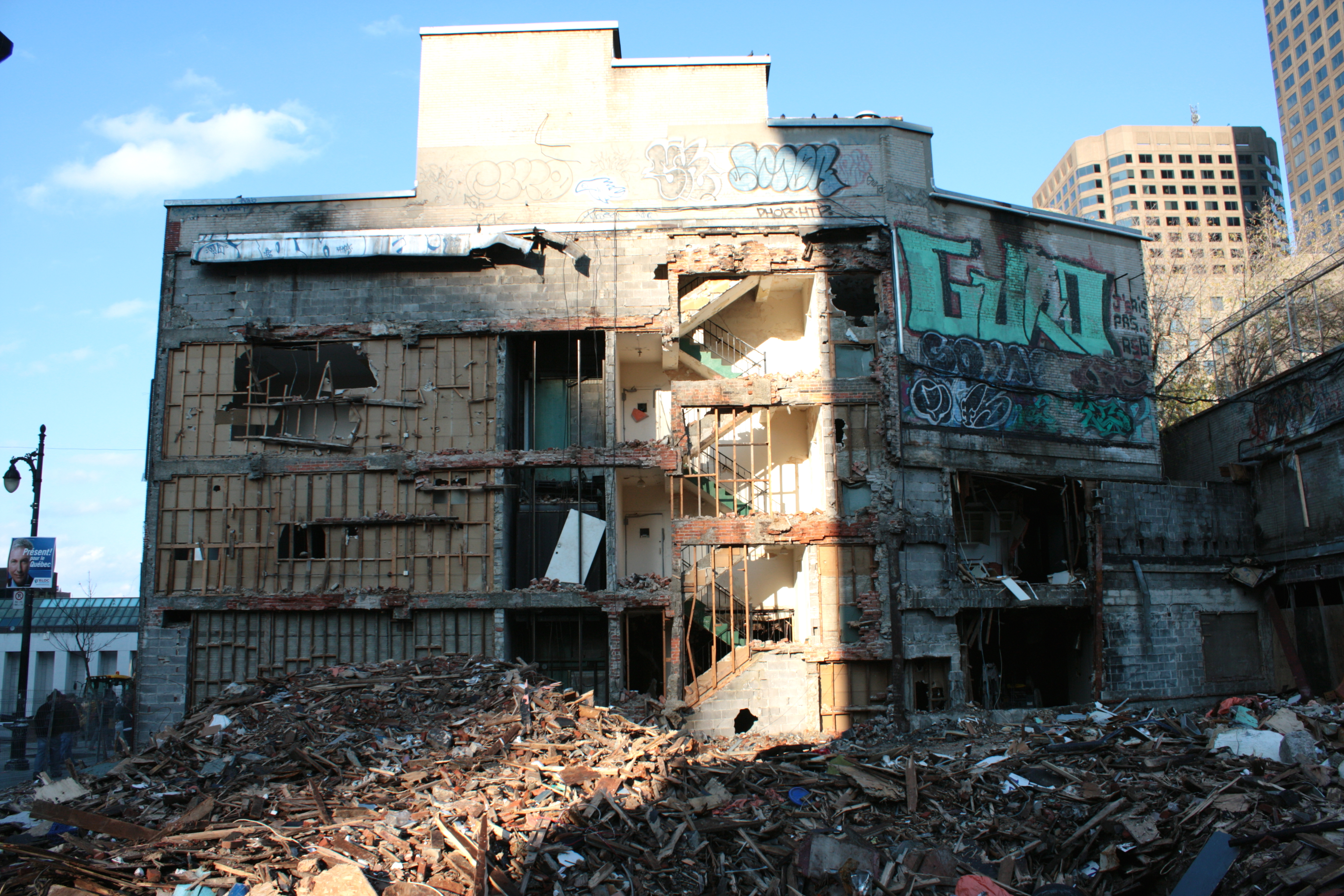
El solar donde un día estuvo la sala Spectrum de Montreal. 23 de octubre de 1996

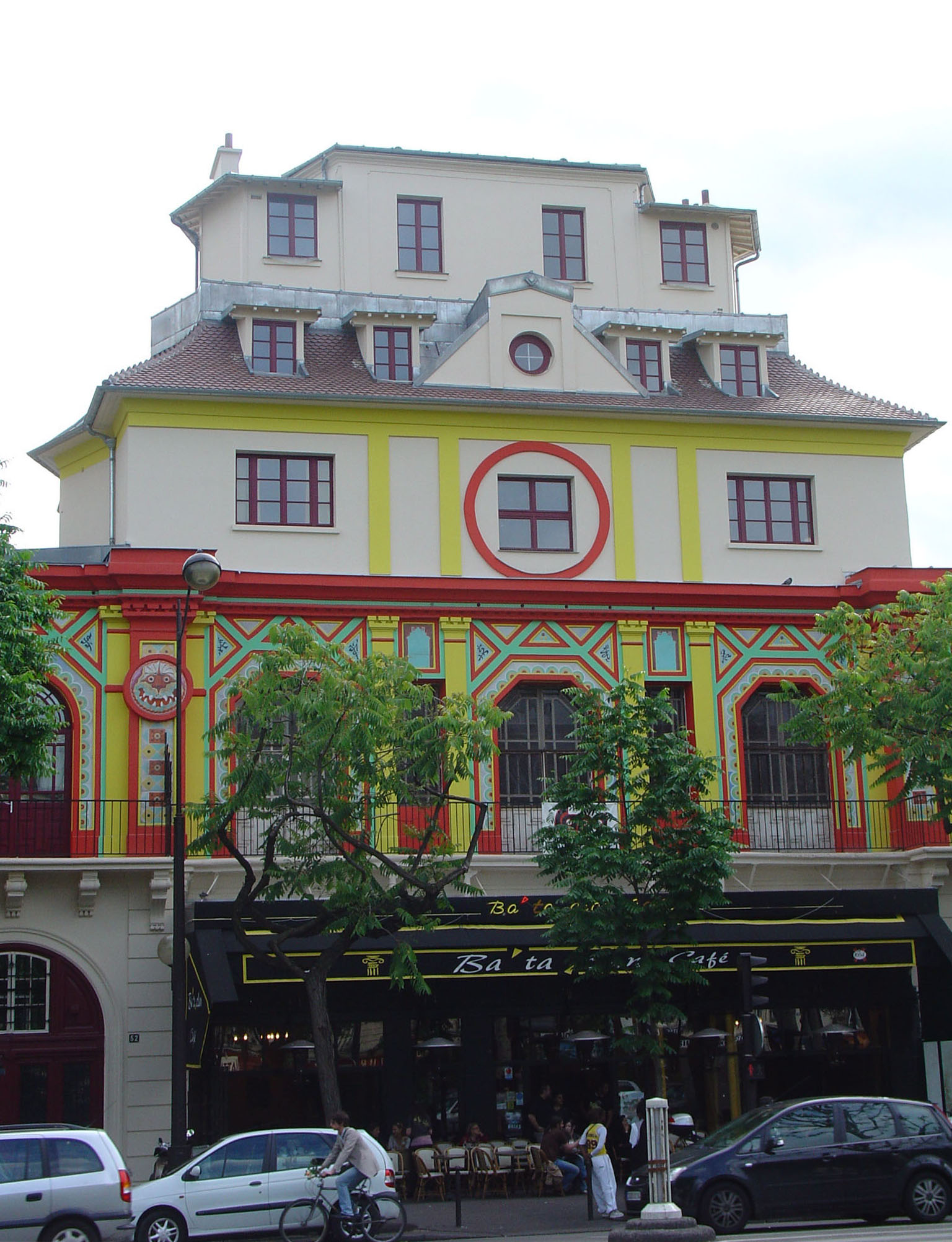
El Bataclan de París

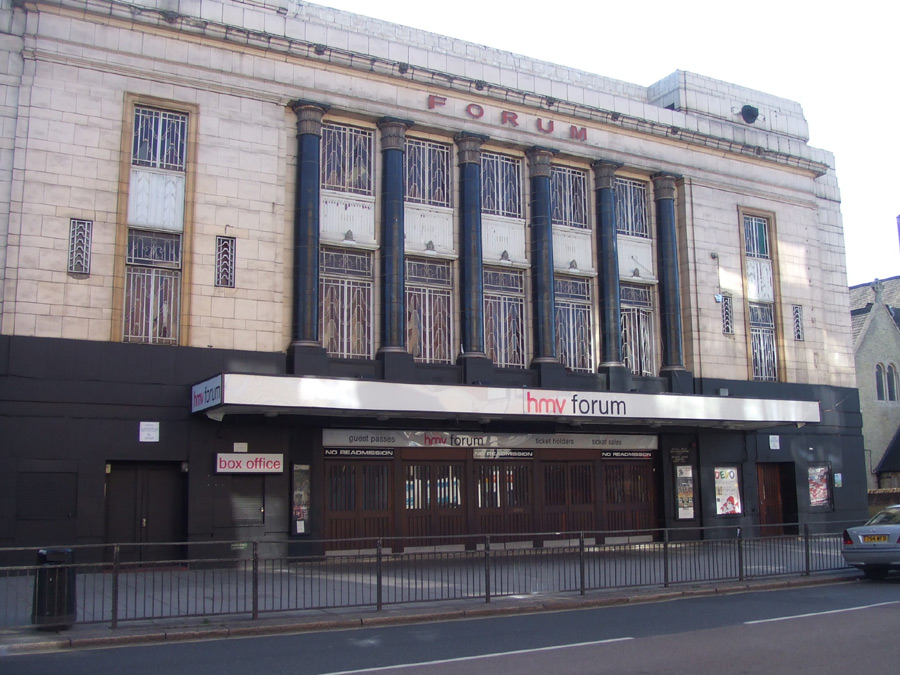
El London Forum, 12 de diciembre de 1996

- 1996/09/05 New York City, NY 	- Irving Plaza
- 1996/10/03 Kalamazoo, MI 	- 	State Theatre
- 1996/10/04 Davenport, IA 	- 	Colonial Ballroom
- 1996/10/05 St. Louis, MO 	- 	Mississippi Nights
- 1996/10/07 Columbia, MO 	- 	The Blue Note
- 1996/10/08 Lawrence, KS 	- 	Liberty Hall
- 1996/10/09 Minneapolis, MN 	- 	First Avenue
- 1996/10/11 Milwaukee, WI 	- 	Modjeska Theatre
- 1996/10/12 Chicago, IL 	- 	Riviera Theatre
- 1996/10/13 Madison, WI 	- 	Barrymore Theatre
- 1996/10/15 Detroit, MI 	- 	State Theatre
- 1996/10/16 Columbus, OH 	- 	Newport Music Hall
- 1996/10/18 Cincinnati, OH 	- 	Bogarts
- 1996/10/19 Cleveland, OH 	- 	Agora Theatre
- 1996/10/20 Buffalo, NY 	- 	Ogden Theatre
- 1996/10/22 Toronto, Canadá 	- 	Wharehouse
- 1996/10/23 Montreal, Canadá 	- 	Le Spectrum de Montreal
- 1996/10/25 Burlington, Canadá 	- 	Memorial Auditorium
- 1996/10/27 Providence, RI 	- 	The Strand
- 1996/10/29 New York, NY 	- 	Roseland Ballroom
- 1996/10/30 Philadelphia, PA 	- 	Electric Factory
- 1996/10/31 Asbury Park, NJ 	- 	Convention Hall
- 1996/11/02 Rochester, NY 	- 	Dome Arena
- 1996/11/03 Hartford, CT 	- 	Webster Theater
- 1996/11/05 Baltimore, MD 	- 	Hammerjacks
- 1996/11/06 Washington D. C. 	- 	9:30 Club
- 1996/11/08 Norfolk, VA 	- 	Boathouse
- 1996/11/09 Raleigh, NC 	- 	Ritz
- 1996/11/10 Charlotte, NC 	- 	Grady Cole Center
- 1996/11/12 Atlanta, GA 	- 	International Ballroom
- 1996/11/13 St. Petersburg, FL 	- 	Jannus Landing
- 1996/11/14 St. Petersburg, FL 	- 	Jannus Landing
- 1996/11/16 Sunrise, FL 	- 	Sunrise Ampitheatre
- 1996/11/22 Santiago, Chile 	- Central Court National Stadium
- 1996/11/24 Buenos Aires, Argentina 	- 	Estadio Ferro Carril Oeste
- 1996/11/27 Estocolmo, Suecia 	- Studion
- 1996/11/28 Copenhague, Dinamarca 	- 	Vega
- 1996/11/29 Berlín, Alemania 	- 	Trash
- 1996/12/01 Múnich, Alemania 	- Strom
- 1996/12/02 Colonia, Alemania 	- Kantine
- 1996/12/03 Hamburgo, Alemania 	- Markthalle
- 1996/12/04 Ámsterdam, Países Bajos - Arena
- 1996/12/06 Bruselas, Bélgica - 	Vaartkapoen
- 1996/12/07 París, Francia 	- Le Bataclan
- 1996/12/08 Barcelona, España -	Bikini
- 1996/12/09 Madrid, España - Ktdral
- 1996/12/12 Londres, Inglaterra - 	Kentish Town Forum
- 1996/12/13 	Nottingham, UK 	- Rock City
- 1996/12/14 Glasgow, Escocia - Cathouse(moved to The Garage)
- 1996/12/15 Mánchester, Inglaterra - 	Manchester University

### Dead to the World North American Tour
- 1996/12/27 Nashville, TN 	 Municipal Auditorium
- 1996/12/28 Birmingham, AL 	Boutwell Auditorium
- 1996/12/29 New Orleans, LA 	State Palace Theatre
- 1996/12/31 Dallas, TX 	Will Rogers Coliseum
- 1997/01/02 Austin, TX 	Austin Music Hall
- 1997/01/03 San Antonio, TX 	Live Oaks Civic Center
- 1997/01/04 Houston, TX 	International Ballroom
- 1997/01/05 Houston, TX 	International Ballroom
- 1997/01/07 Springfield, MO 	Shrine Mosque
- 1997/01/08 Wichita, KS 	Cotillion
- 1997/01/10 Denver, CO 	Mammoth Event Center
- 1997/01/11 Park City, UT 	Wolf Mountain Arena
- 1997/01/12 Caldwell, ID 	O'Connor Fieldhouse
- 1997/01/15 Vancouver, Canadá 	PNE Forum
- 1997/01/17 Seattle, WA 	Moore Theater
- 1997/01/19 Salem, OR 	Salem Armory
- 1997/01/21 San Francisco, CA 	Warfield Theatre
- 1997/01/22 San Francisco, CA 	Warfield Theatre
- 1997/01/24 Phoenix, AZ 	Phoenix Civic Plaza
- 1997/01/25 Santa Monica, CA 	Civic Auditorium
- 1997/01/28 San Diego, CA 	Crosby Hall
- 1997/01/29 Las Vegas, NV 	Hard Rock Hotel
- 1997/01/30 Las Vegas, NV 	Hard Rock Hotel
- 1997/02/01 Albuquerque, NM 	Convention Center
- 1997/02/04 Lubbock, TX 	Fair Park Coliseum
- 1997/02/05 Oklahoma City, OK 	TNT Building
- 1997/02/07 Kansas City, MO 	Memorial Hall
- 1997/02/08 Omaha, NE 	Mancuso Hall
- 1997/02/09 Des Moines, IA 	Des Moines Convention Center
- 1997/02/11 Toledo, OH 	Toledo Sports Arena
- 1997/02/13 Indianápolis, IN 	Pepsi Coliseum
- 1997/02/14 Dayton, OH 	Hara Arena
- 1997/02/15 Wheeling, WV 	Wheeling Civic Center
- 1997/02/18 Troy, NY 	RPI Fieldhouse
- 1997/02/19 Springfield, MA 	Springfield Civic Center
- 1997/02/21 Fitchburg, MA 	Wallace Civic Center
- 1997/03/04 Anchorage, AK 	Egan Center

### Dead to the World Japan/Oceania Tour
- 1997/03/07 Osaka, Japan 	 Club Quattro
- 1997/03/09 Nagoya, Japan 	Club Quattro
- 1997/03/11 Tokyo, Japan 	Club Quattro
- 1997/03/12 Tokyo, Japan 	Club Quattro
- 1997/03/15 Sydney, Australia 	Enmore Theatre
- 1997/03/17 Melbourne, Australia 	The Palace
- 1997/03/19 Auckland, New Zealand 	The Powerhouse
- 1997/03/22 Honolulu, Hawaii 	Nimitz Hall

### Dead to the World Arena Tour
- 1997/04/05 LaCrosse, WI 	 LaCrosse Center
- 1997/04/06 Normal, IL 	Redbird Arena
- 1997/04/08 Memphis, TN 	Mid-South Coliseum
- 1997/04/09 Little Rock, AR 	Barton Coliseum
- 1997/04/12 Biloxi, MS 	Mississippi Coast Coliseum
- 1997/04/13 Atlanta, GA 	International Ballroom
- 1997/04/15 Orlando, FL 	University of Central Florida Arena
- 1997/04/16 West Palm Beach, FL 	West Palm Beach Auditorium
- 1997/04/17 Jacksonville, FL 	Jacksonville Coliseum
- 1997/04/19 Winston-Salem, NC 	Lawrence Joel Veterans Memorial
- 1997/04/22 Evansville, IN 	Roberts Stadium
- 1997/04/23 Louisville, KY 	Louisville Gardens
- 1997/04/25 Saginaw, MI 	Wendler Arena
- 1997/04/26 Cleveland, OH 	CSU Convention Centre
- 1997/04/29 Fort Wayne, IN 	Fort Wayne Coliseum
- 1997/04/30 Kalamazoo, MI 	Kalamazoo Wings Stadium
- 1997/05/02 Hamilton, Canadá 	Copps Coliseum
- 1997/05/03 Erie, PA 	Erie Civic Center
- 1997/05/04 Pittsburgh, PA 	Civic Center
- 1997/05/06 Utica, NY 	Utica Memorial Auditorium
- 1997/05/07 Hartford, CT 	The Meadows
- 1997/05/09 Washington D. C. 	DC Armory
- 1997/05/10 Richmond, VA 	Richmond Coliseum
- 1997/05/11 Camden, NJ 	Blockbuster Sony Center

### Dead to the World European Festival Tour

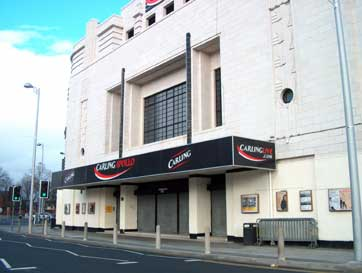
El edificio Apollo de Mánchester

- 1997/05/17 Landgraaf, Netherlands 	 Pinkpop
- 1997/05/18 Eindhoven, Netherlands 	Dynamo Festival
- 1997/05/19 Newport, England 	Newport Centre
- 1997/05/20 London, England 	Brixton Academy
- 1997/05/22 Manchester, England 	Apollo
- 1997/05/23 Glasgow, Scotland 	Barrowlands
- 1997/05/25 Wolverhampton, England 	Civic Hall
- 1997/05/26 Leeds, England 	Town & Country
- 1997/05/27 Nottingham, England 	Rock City
- 1997/05/29 París, Francia 	Le Bataclan
- 1997/05/31 Barcelona, España 	Vall d'Hebron
- 1997/06/01 Madrid, España 	La Riviera
- 1997/06/02 Valencia, España 	Valencia Arena
- 1997/06/04 Milán, Italia 	Rolling Stone
- 1997/06/12 Hultsfred, Suecia (Cancelado) Hultsfred Festivalen

### Dead to the World Ozzfest 1997 Tour
- 1997/06/13 Providence, RI 	 The Strand (non-ozzfest)
- 1997/06/15 East Rutherford, NJ 	Giants Stadium
- 1997/06/17 Columbus, OH 	Polaris Ampitheater
- 1997/06/18 Detroit, MI 	Pine Knob (non-ozzfest)
- 1997/06/19 Chicago, IL 	The World
- 1997/06/21 Milwaukee, WI 	Alpine Valley
- 1997/06/22 Minneapolis, MN 	Metrodome
- 1997/06/24 Denver, CO 	Mile High Stadium
- 1997/06/26 Phoenix, AZ 	Desert Sky Pavillion
- 1997/06/28 Las Vegas, NV 	Sam Boyd
- 1997/06/29 San Bernadino, CA 	Blockbuster Pavillion

### Dead to the World Canadian Tour
- 1997/07/23 Vancouver, Canadá 	 PNE Forum
- 1997/07/25 Calgary, Alberta (Cancelado) 	Max Bell Centre
- 1997/07/26 Edmonton, Canadá 	Convention Centre
- 1997/07/28 Winnipeg, Canadá 	Convention Centre
- 1997/07/31 Toronto, Canadá 	Varsity Arena
- 1997/08/01 Ottawa, Canadá 	Congress Centre
- 1997/08/02 Montreal, Canadá 	The Medley

### Dead to the World European/South American Tour
- 1997/08/09 Zambujeira do Mar, Portugal 	 Festival do Sudoeste
- 1997/08/15 Leipzig, Germany 	Easy Auensee
- 1997/08/16 Cologne, Germany 	Bizarre Festival
- 1997/08/18 Berlin, Germany 	Huxleys
- 1997/08/20 Hamburg, Germany 	Große Freiheit 36
- 1997/08/22 Stuttgart, Germany 	 ?
- 1997/08/23 Hasselt, Belgium 	Pukkelpop Festival
- 1997/08/24 Reading, England 	Reading Festival
- 1997/09/08 Sao Paulo, Brazil 	Olympia
- 1997/09/11 Buenos Aires, Argentina 	Vélez Sársfield Stadium
- 1997/09/12 Buenos Aires, Argentina 	Vélez Sársfield Stadium
- 1997/09/14 Santiago, Chile 	Central Court National Stadium
- 1997/09/16 Ciudad de México, México, Palacio de Los Deportes

## Características de La Gira
El escenario de apertura mostró un fondo con imágenes religiosas y un muro mostrando una iglesia. Marilyn Manson, bajó de unas escaleras para interpretar el tema de apertura "Angel with the Scabbed Wings".
Para interpretar la canción "Man That You Fear", el micrófono de Manson fue envuelto en flores blancas. Para la interpretación de "Apple of Sodom" se utilizó un efecto de nieve artificial.
Durante la gira, se hicieron polémicas las revelaciones de Manson hacia la iglesia. Se utilizó el símbolo de Antichrist Superstar en todos los conciertos y la banda completa usó cascos durante la interpretación. Además, Manson se dañó varias veces físicamente y rompió páginas de biblias, provocando varias controversias.
- Datos: Q3083075